# Le Coup suprême
Pour plus de détails, voir Fiche technique et Distribution.
Le Coup suprême est un film français réalisé par Jean-Pierre Sentier, sorti en 1992.

## Fiche technique
- Titre : Le Coup suprême
- Réalisation : Jean-Pierre Sentier
- Scénario : Christian Pereira et Jean-Pierre Sentier
- Photographie : Jean-Noël Ferragut
- Son : Philippe Schilovitz
- Décors : Jean-Pierre Sentier
- Montage : Christine Aya
- Musique : Boris Bergman et Paul Ives
- Production : Les Films A2 - Canal + - Les Films de la Saga - S.G.G.C. - Sohan Productions
- Pays d'origine :  France
- Durée : 90 minutes
- Date de sortie : France, 22 avril 1992

## Distribution
- Philippe Clévenot
- Charlotte Maury
- Bernard Giraudeau
- Jean-Yves Thual
- Paul Crauchet
- Jean-Paul Bonnaire
- Jacques Boudet
- François Dyrek
- Philippe Duquesne
- Aline Alba
- Claude Duneton
- Gilles Segal

## Distinctions
- 1991 : Prix spécial du jury Perspectives au Festival de Cannes
- 1992 : Prix de la critique au Festival du film d'humour de Chamrousse